# Norman Geschwind
Norman Geschwind (New York, 8 gennaio 1926 – Boston, 4 novembre 1984) è stato un neurologo statunitense, noto per le sue ricerche pionieristiche sulla neurologia comportamentale.

## Biografia
Nato e cresciuto a Brooklyn, nel 1942 si iscrisse all'Università di Harvard, inizialmente nella facoltà di matematica. Dal 1944 servì per due anni nello U.S. Army e tornò ad Harvard nel 1946. Cambiò facoltà, iscrivendosi al dipartimento di relazioni sociali, dove studiò in particolare la psicologia sociale e l'antropologia culturale. Si laureò in medicina alla Harvard Medical School nel 1951. In seguito continuò gli studi al National Hospital di Londra e dal 1953 al 1955 lavorò con il Public Health Service degli Stati Uniti.  
Nel 1955 Geschwind ha lavorato nel dipartimento di neurologia del Boston City Hospital e dal 1956 al 1958 al dipartimento di biologia del Massachusetts Institute of Technology. A Boston conobbe Jerome Lettvin, le cui idee ebbero notevole influenza su di lui. Nel 1962 fu nominato direttore del dipartimento di neurologia del VA Medical Center di Boston e docente di neurologia all'università di Boston. Dal 1966 al 1968 è stato direttore del dipartimento di neurologia della stessa università di Boston.
Nel 1969 tornò ad Harvard, dove diventò docente di neurologia. Ad Harvard continuò le sue ricerche sull'afasia, la dislessia e l'anatomia funzionale dell'asimmetria cerebrale. 
Negli anni '70 Geschwind ha coniato il termine "Behavioral Neurology" (neurologia comportamentale). Gli è riconosciuta la scoperta della sindrome di Geschwind (Geschwind Syndrome), che si presenta in alcuni soggetti affetti da epilessia.
Assieme ad Albert Galaburda, negli anni '80 ha proposto l'ipotesi Geschwind-Galaburda, una teoria che mette in relazione le capacità cognitive dei due sessi con l'asimmetria cerebrale.
Nel 1999 la American Academy of Neurology ha istituito il "Norman Geschwind Prize in Behavioral Neurology", un premio attribuito a neurologi che si sono distinti per importanti ricerche nel campo della neurologia comportamentale.